# Arenga tremula
Arenga tremula là loài thực vật có hoa thuộc họ Arecaceae. Loài này được (Blanco) Becc. mô tả khoa học đầu tiên năm 1909.